# Шегарка (река)
Шега́рка (обск. тат. Тер су, южноселькупск. Тага́р, Тяга́р, Чага́р) — река на севере Новосибирской и юге Томской областей, левый приток Оби. Длина реки — 382 км. Площадь водосборного бассейна — 12 тысяч км². Средний расход воды — 12,6 м³/с. Высота истока — 148 м над уровнем моря. Уклон реки — 0,23 м/км.
Берёт начало на юго-востоке Васюганской равнины из обширного Шегарского болота. Питание реки преимущественно снеговое. Замерзает в конце октября — ноябре, вскрывается во 2-й половине апреля — начале мая. В верхнем течении в отдельные зимы промерзает на 2—3 мес, а летом пересыхает. Сплавная. Судоходна на 214 км от устья. В реке обитают щука, окунь, плотва, язь, елец, ёрш и другие виды рыб.
Населённые пункты на реке: Жирновка, Вдовино, Хохловка, Пономаревка, Новоалександровка, Беговая Плеса (нежил.), Кожевниково-на-Шегарке, Новодубровка, Муллова, Батурино, Бабарыкино, Малое Бабарыкино, Кузнецово, Гынгазово, Маркелово, Тазырачево, Анастасьевка, Тарахла (нежил.), Лопушинка (нежил.), Федораевка, Михайловка, Монастырка, Покровка (нежил.), Старосайнаково, Володино, Новониколаевка, Рыбалово, Чагино, Егорово, Былино (нежил.).

## Притоки
(км от устья)
- 14 км: Мингер (пр)
- 19 км: Черлава (лв)
- 31 км: Степановка (лв)
- 41 км: Кандарла (лв)
- 54 км: Ячменка (лв)
- 58 км: Юкара (лв)

Шегарский район/Кривошеинский район
- Кочубаш (лв)
- Еловка (пр)
- 74 км: Мостовка (пр)
- 79 км: Мельничная (лв)
- Сумундус (лв)
- 92 км: Мурёнок (лв)
- Межовка (пр)
- Березовая (лв)
- 112 км: Мура (лв)
- Юньга (лв)
- 119 км: Мура (лв)
- Тарахла (пр)
- Ундейка (лв)
- Кетла (пр)
- 147 км: Ромаска (лв)
- Росташ (пр)

Кожевниковский район/Шегарский район
- 207 км: Мулловушка (пр)
- 213 км: Бакса (пр)
- Тормоза (пр)

Колыванский район/Кожевниковский район
- Кужиганка (лв)
- Мавра (лв)
- Брусилова (лв)
- Сельба (пр)
- Сыльцарь (пр)
- 291 км: Колтура (лв)
- 308 км: Атузенок (пр)
- Мавра (лв)
- 332 км: Черемшанка (пр)
- 342 км: Камышинка (пр)
- Пушкариха (лв)
- Колбиха (лв)
- Косой Лог (пр)
- 356 км: Каурушка (лв)
- Тетеренка (пр)

## Данные водного реестра
По данным государственного водного реестра России относится к Верхнеобскому бассейновому округу, водохозяйственный участок реки — Обь от Новосибирского гидроузла до впадения реки Чулым, без рек Иня и Томь, речной подбассейн реки — бассейны притоков (Верхней) Оби до впадения Томи. Речной бассейн реки — (Верхняя) Обь до впадения Иртыша.